# Refererad smärta
Refererad smärta (ofta: referred pain) är ett välkänt fenomen vid smärta när smärtstället inte överensstämmer med var sjukdomen eller skadan sitter. "Refererad smärta" är typiskt förknippad med inre organ och det muskuloskeletala systemet, och samtidigt med hyperalgesi. En välspridd, men något felaktig, uppfattning är att refererad smärta inte uppstår nedanför knät. Kompression av en nervrot kan ibland leda till refererad smärta nedanför knät.
Refererad smärta beror på att smärtställets och skadans nociceptoriska aktivitet sammanstrålar i ryggmärgen, och att det där uppstår en förväxling. Många inre organ saknar dessutom nociceptorer, och därför kan exempelvis en tumör i ett organ eller ett ödem aktivera smärta från omgivningen genom tryck. Den mest kända varianten av refererad smärta är den viskerala smärtan (refererad smärta från inre organ), och då i synnerhet i vid hjärtsjukdomar. Så kan exempelvis kärlkramp upplevas som smärta i vänster arm. Fibromyalgi kan möjligen också förklaras med refererad smärta.
Kännetecknande för viskeral smärta är att den ofta uppkommer tillsammans med en aktivering av det autonoma nervsystemet. Detta yttrar sig i att smärtan uppkommer tillsammans med hyperhidros, förhöjt blodtryck, och illamående.
Smärttypen vid den viskerala varianten är molande eller kolikartad, och dess utbredning diffus.
Refererad smärta studeras också vid studier om triggerpunkter.